# Соотношение Фабер — Джексона

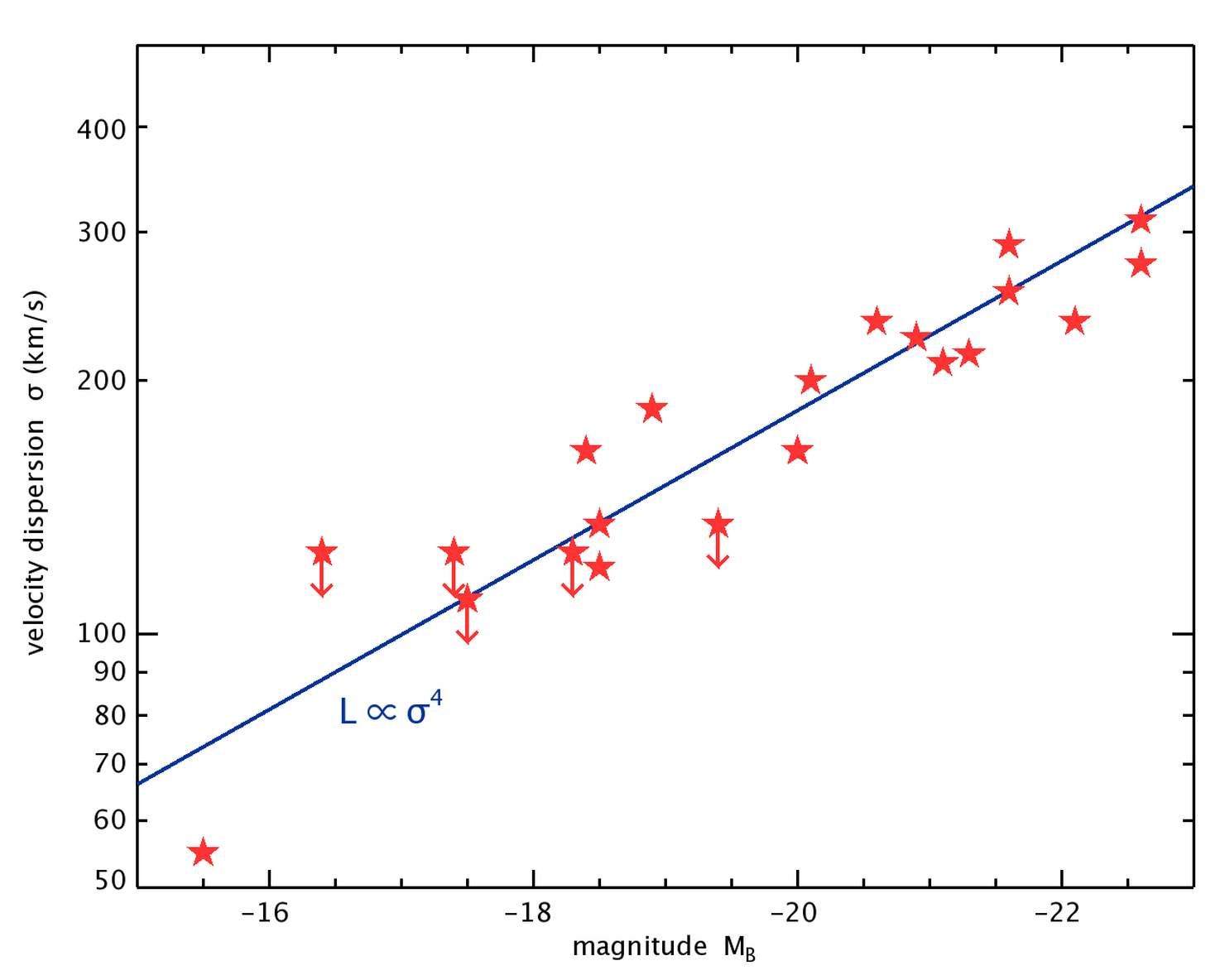
Зависимость дисперсии скоростей (ось y) от абсолютной звёздной величины (ось x) для некоторых эллиптических галактик, прямая линия показывает график соотношения Фабер — Джексона.

Соотношение Фабер — Джексона — эмпирическое степенное соотношение, связывающее светимость {\displaystyle L} и центральную дисперсию скоростей {\displaystyle \sigma } эллиптических галактик, впервые полученное астрономами Сандрой Фабер и Робертом Джексоном в 1976 году. Данное соотношение можно представить в виде
{\displaystyle L\propto \sigma ^{\gamma }},
где показатель степени {\displaystyle \gamma } приблизительно равен 4, но зависит от диапазона светимостей, в который вписано соотношение. Данную зависимость можно рассматривать как проекцию фундаментальной плоскости эллиптических галактик.
Соотношение Фабер — Джексона можно применять для приблизительного определения расстояния до галактик.

## Теория
Гравитационный потенциал массы {\displaystyle M}, распределённой в объёме радиуса {\displaystyle R}, имеет вид
{\displaystyle U=-\alpha {\frac {GM^{2}}{R}},}
где {\displaystyle \alpha } — постоянная, зависящая от профиля плотности объекта, {\displaystyle G} — гравитационная постоянная. В случае постоянной плотности {\displaystyle \alpha \ ={\frac {3}{5}}}.
Кинетическая энергия ({\displaystyle \sigma } — одномерная дисперсия скоростей, {\displaystyle 3\sigma ^{2}=V^{2}}):
{\displaystyle K={\frac {1}{2}}MV^{2},}
{\displaystyle K={\frac {3}{2}}M\sigma ^{2}.}
Из теоремы вириала ({\displaystyle 2K+U=0}) следует
{\displaystyle \sigma ^{2}={\frac {1}{5}}{\frac {GM}{R}}.}
Если предположить, что отношение масса-светимость является постоянным, то есть {\displaystyle M\propto L}, то соотношение, связывающее {\displaystyle R} и {\displaystyle \sigma ^{2}}, будет иметь вид
{\displaystyle R\propto {\frac {LG}{\sigma ^{2}}}.}
Введём понятие поверхностной яркости {\displaystyle B=L/(4\pi R^{2})} и предположим, что она постоянна:
{\displaystyle L=4\pi R^{2}B.}
Пользуясь данным предположением, получим
{\displaystyle L\propto 4\pi \left({\frac {LG}{\sigma ^{2}}}\right)^{2}B,}
{\displaystyle L\propto {\frac {\sigma ^{4}}{4\pi G^{2}B}},}
что означает {\displaystyle L\propto \sigma ^{4}.}
В реальности предположение постоянной поверхностной яркости не выполняется. Поверхностная яркость имеет максимальное значение при {\displaystyle M_{V}=-23}. Для менее массивных галактик {\displaystyle L\propto \sigma ^{3.1}}, для более массивных галактик {\displaystyle L\propto \sigma ^{15.0}.}
Таким образом, фундаментальная плоскость разделяется на две части, наклоненные относительно друг друга примерно на 11 градусов.

## Определение расстояния до галактик
Как и зависимость Талли — Фишера в случае спиральных галактик, соотношение Фабер — Джексона предоставляет возможность определять расстояние до галактики, связывая его с более простыми для измерения характеристиками. Для эллиптических галактик измерение центральной дисперсии скоростей по доплеровскому сдвигу спектральных линий позволяет на основе соотношения Фабер — Джексона получить оценку светимости галактики. Сопоставление светимости и видимой звёздной величины позволяет найти модуль расстояния до галактики и, следовательно, само расстояние.